# Seongnam-dong, Seongnam
Seongnam-dong (koreanska: 성남동)  är en stadsdel i staden Seongnam i provinsen Gyeonggi, 20 km sydost om huvudstaden Seoul. Den ligger i stadsdistriktet Jungwon-gu.